# Decisão Sertânia Futebol Clube
O Decisão Sertânia Futebol Clube, ou simplesmente Decisão Sertânia, ou Decisão, é um clube de futebol brasileiro do município de Sertânia, no Sertão de Pernambuco. Foi fundado anteriormente em 28 de outubro de 1996, como Sociedade Esportiva Decisão Futebol Clube e posteriormente Decisão Futebol Clube.
Em 2019, o clube se sagrou campeão da segunda divisão do Campeonato Pernambucano. Em 2020, disputou pela primeira vez a elite do Campeonato Pernambucano.
O clube fundiu-se em 2022 com o o projeto Sertânia Futebol Clube, para a disputa da Segunda Divisão do Campeonato Pernambucano de 2022. Suas cores oficiais, são o azul e branco.

## História

Escudo do Decisão em 2020

A história do Decisão começa no dia 28 de outubro de 1996, quando o clube foi fundado por Silvio Costa, um empresário e diretor do colégio Decisão, na cidade do Recife. O colégio Decisão foi o 1º e único colégio no Brasil a possuir um time de futebol profissional. 
Pelo fato do clube não possuir estádio próprio, o Decisão passou a mandar seus jogos em outros municípios que possuíam estádios a sua disposição. Cidades como: Itambé, Camaragibe, Timbaúba e Goiana, onde conseguiu o vice-campeonato da Copa Pernambuco de 2001. Sob o comando de Epitácio Andrade, a equipe passou por Bonito e novamente em Itambé antes de chegar a Chã Grande, onde teve parceria com a prefeitura entre 2010 e 2011. Assim, a equipe chegou a duas semifinais da A2 e culminou com uma cisão que criou o Chã Grande Futebol Clube, que já participou da elite.

### A Batalha de Chã Grande
O Decisão em 2010, havia formado parceria com o Chã Grande Futebol Clube e com a prefeitura da cidade homônima, o que rendeu uma de suas melhores campanhas de sua história na competição. Terminando a primeira fase na segunda colocação, com um aproveitamento de 66% (porcento) e o segundo melhor ataque da competição com 28 gols marcados, era tido como um dos favoritos a ganhar o título e o acesso a primeira divisão estadual. Mas, a cituação mudaria drasticamente na segunda fase do torneio, na sua última partida na Série A2 2010, fez um jogo que ficou marcado na história do clube como “A Batalha Final” ou “A Batalha de Chã Grande“,  onde foi goleado por 4x1 pelo América, que conseguiu o acesso.
Em 2014, a equipe acertou uma parceria com o Florida Rush, dos Estados Unidos, para cooperação técnica e de base. A parceria trouxe dois parceiros para o clube: Adidas e Chevrolet. Infelizmente, o projeto não teve continuidade e foi encerrado no mesmo ano. Sem jogar a A2 desde 2011, o Decisão acertou uma parceria para retornar a Bonito em 2017, e desde então, foi abraçado pela cidade e se firmou como Decisão Bonito.
Em 2017, em seu primeiro ano na cidade de Bonito, conquistou o Vice Campeonato da Série A2 daquele ano. Em 2018 a equipe fez boa campanha no Campeonato Pernambucano Série A2, mas acabou eliminado pelo Petrolina na semifinal e não conseguiu o acesso a Elite do futebol pernambucano. Em 2019 o clube contratou nomes de peso como: o meia Renato Henrique para a disputa da Série A2 do Pernambucano, mas sofreu judicialmente no início do campeonato por inscrever um nº de atletas oriundos de outras federações acima do limite permitido, perdendo 10 pts na tabela, o que culminaria na eliminação do clube, porém, mais tarde foi absolvido, recuperando os 10 pts e conseguindo a classificação para 2ª fase do Campeonato Pernambucano Série A2. No Hexagonal (2ª fase) o Decisão ficou em 3º lugar, se classificando para o Quadrangular Final que decidiria o acesso. Fazendo boa campanha e terminando em 1º lugar no quadrangular, deixando clubes tradicionais como Porto e Vera Cruz pelo caminho, o Decisão juntamente ao Retrô Brasil conseguiram o acesso (inédito para ambos os times) ao Campeonato Pernambucano Série A1 2020. No dia 09/11 em uma final acirrada contra o Retrô, disputada na Arena Pernambuco, o Decisão se sagrou campeão do Campeonato Pernambucano da Série A2, após empate em 2x2 no tempo regulamentar, vitória nos pênaltis por 3x2.
Em 2020, o Decisão acabou a 1ª fase em 9° lugar, na vice-lanterna, tendo que disputar o Quadrangular do Rebaixamento com Sport, Petrolina e Vitória. Com um empate e duas derrotas, conquistou apenas um ponto, terminando em último e sendo rebaixado à Série A2 de 2021. Em março de 2022, é anunciado que o Decisão-PE troca escudo, muda de sede e se une a novo clube para participar da Série A2. Portanto , a Equipe alviazulina, que disputou a primeira divisão do Estadual em 2020, se mudou para o Sertão e agora se chama "Decisão Sertânia". Além disso, o mascote deixa de ser "Falcão" e vira um "Bode".

## Estádio
O Decisão realiza seus jogos no estádio Odilon Ferreia, em Sertânia, no Sertão pernambucano. O estádio tem capacidade de 2.500 pessoas. O estádio passou por reformas, ganhou um novo gramado e recebeu melhorias estruturais. Destaque para a iluminação de LED. Após a chegada do clube na cidade, melhorias contínuas vem sendo realizadas em todo o estádio.

## Desempenho em competições

### Campeonato Pernambucano - 1ª divisão
| Ano  | 2020 | 2021 | 2022 | 2023 | 2024 | 2025 |
| Pos. | 10º  | —    | —    | —    | —    | 5º   |
| ---- | ---- | ---- | ---- | ---- | ---- | ---- |

- Em vermelho, os anos em que o Decisão foi rebaixado do Campeonato Pernambucano (Série A1).

### Campeonato Pernambucano - 2ª divisão
| Ano  | 1990 | 1991 | 1992 | 1993 | 1994 | 1995 | 1996 | 1997 | 1998 | 1999 |
| Pos. | —    | —    | —    | —    | —    | —    | —    | 7º   | 10º  | 8º   |
| Ano  | 2000 | 2001 | 2002 | 2003 | 2004 | 2005 | 2006 | 2007 | 2008 | 2009 |
| Pos. | 17º  | 16º  | —    | 9º   | 11º  | —    | —    | 12º  | 14º  | —    |
| Ano  | 2010 | 2011 | 2012 | 2013 | 2014 | 2015 | 2016 | 2017 | 2018 | 2019 |
| Pos. | 3º   | 4º   | —    | —    | —    | —    | —    | 2º   | 3º   | 1º   |
| Ano  | 2020 | 2021 | 2022 | 2023 | 2024 |      |      |      |      |      |
| Pos. | —    | —    | 13º  | 4º   | 2º   |      |      |      |      |      |
| ---- | ---- | ---- | ---- | ---- | ---- | ---- | ---- | ---- | ---- | ---- |

- Em vermelho, os anos em que o Decisão foi lanterna do Campeonato Pernambucano (Série A2).

### Copa Pernambuco
| Ano  | 2001 | 2003 |
| Pos. | 2º   | 10º  |
| ---- | ---- | ---- |

## Histórico em competições oficiais
- Campeonato Pernambucano Série A1: 2020
- Campeonato Pernambucano Série A2: 1997, 1998, 1999, 2000, 2001, 2003, 2004, 2007, 2008, 2010, 2011, 2017, 2018 , 2019 , 2022 , 2023 e 2024.
- Copa Pernambuco: 2001 e 2003;

## Títulos
| ESTADUAIS | ESTADUAIS                            | ESTADUAIS | ESTADUAIS  |
|           | Competição                           | Títulos   | Temporadas |
| --------- | ------------------------------------ | --------- | ---------- |
|           | Campeonato Pernambucano - 2ª Divisão | 1         | 2019       |

## Uniforme
1º Camisas listradas na vertical em azul e braco, calções e meiões azuis.
2º Camisas, calções e meiões amarelos.

3º Camisas brancas com duas listras horizontais na altura do peito, calções e meios brancos.  